# Johann Gottlieb Rall
Johann Gottlieb Rall vagy Rahl (1725. v. 1726. k. – Trenton, 1776. december 27.) német katonatiszt, a Hessen-Kasseli tartományi grófság katonai erőinek (az ún. hesseni zsoldosoknak) az egyik parancsnoka, amelyek a britek oldalán harcoltak az amerikai függetlenségi háborúban.

## Származása
Családi háttere jórészt ismeretlen. Apja, Joachim Rall stralsundi származású lovassági kapitány volt és egy bizonyos August Moritz von Donop vezérőrnagy ezredében szolgált. Ebben az ezredben kezdte fia is kadétként a pályafutását 1740. március 1-jétől, Kázmér hesseni herceg és ezredes alatt.

## Katonai pályafutása
Több mint egy évvel később, 1741. július 25-én zászlóssá léptették elő. Gyorsan haladt a ranglétrán, s kiváló katonává edződött. 1745. augusztus 28-tól hadnagy, 1753. május 10-től kapitány lett. 1760. május 7-én őrnaggyá léptették elő. 1763 januárjában egy helyőrségnél már alezredesi rangban szolgált. 1771. április 22-én irányították a Mansbach-gyalogezredhez, akkor már mint ezredest. 1772 januárjában ő lett az ezred parancsnoka.
Beosztottjai és tiszttársai is kedvelték, mert nagylelkű, udvarias, elnéző, barátságos volt, s a szolgálókhoz is barátként viszonyult.
Az osztrák örökösödési háborúban Hessen-Kassel Bajorország számára adott „bérbe” katonaságot, így bajor kötelékben Rall is részt vett ebben a háborúban. Később átkerült a rajnai és németalföldi frontokra.
1745-ben lépett először angol szolgálatba. Anglia az 1745-ös skóciai jakobita-felkelés ellen szintén igénybe vette a német segédcsapatok harci erejét. Itteni érdemei miatt az angolok később is alkalmazták őt és katonáit. A hétéves háborúban Rall először járt Amerikában és harcolt a franciák valamint a velük szövetséges indián törzsek ellen.
A hétéves háború után visszatért Európába. 1771 és 1772 között az orosz-török háborúban az Oszmán Birodalom ellen harcolt, melyhez II. (Nagy) Katalin cárnő szintén hesseni csapatokat vett igénybe.

## Szerepe az amerikai függetlenségi háborúban
Rall 1776-ban Leopold Philip de Heister hesseni tábornok parancsnoksága alá került, akinek seregét az angolok Amerikába hajóztatták, hogy velük verjék le a 13 gyarmat függetlenségi harcát. Heister kinevezte Rallt egy 1200 fős dandár parancsnokának. Rall és hesseni katonái három ütközetben segítették hozzá a briteket a győzelem kivívásához, köztük Long Island-nél, 1776. augusztus 27-én.

## Trenton: Rall halála
Decemberben Rall dandárját Trentonba, New Jersey-be helyezték védelmi feladatokra. A George Washington vezette amerikai erők a Delaware folyó túlsó partján helyezkedtek el, megtizedelve, igen rossz állapotban.
A hesseniek jól ki voltak képezve, a harctéren félelmetes hírnevük volt. Ugyanakkor jól el voltak látva Trentonban élelemmel, ruhával és lőszerrel is. Rall Stacy Potts trentoni lakos házában volt bekvártélyozva és itt állította fel főhadiszállását is.
A hesseniek és az angolok nem számoltak Trenton megtámadásával, mert úgy hitték, hogy a vereségek hatására az amerikaiak már demoralizáltak és előbb-utóbb maguktól felbomlik a seregük. Egy helyi trentoni kereskedő, aki Washingtonnal szimpatizált, titokban tájékoztatta az amerikaiakat a németek helyzetéről.
Washington szándékosan karácsonyra időzítette a támadását, mivel úgy gondolta, hogy a hesseniek megülik az ünnepet és sokat fognak inni (nem biztos azonban, hogy a hesseniek aznap valóban ittak volna, de a támadás így is készületlenül érte őket). Javára volt továbbá, hogy Rallnak rossz volt a kapcsolata felettesével, Carl von Donop ezredessel és James Grant angol tábornok sem adott erősítést a hessenieknek, mert megvetette az amerikaiakat, úgy vélve, hogy azok már nem jelentenek veszélyt.
Bár Washington erői késve keltek át a Delaware-on, de így is a hajnali órákban sikerült rajtaütniük Trentonon. A hesseniek megzavarodtak, fegyvereiket sem tudták használni. Rall két halálos lövést is kapott az oldalába, ezt követően a hesseni ellenállás is összeomlott.
Rall aznap este belehalt a sérülésébe. Halála előtt még hivatalosan megadta magát Washington tábornoknak.
A hagyomány szerint a mai East State Street-en fekvő prespiteriánus templom temetőjében temették el, sírja ismeretlen.

## A kultúrában
2000-ben Átkelés címmel készült egy amerikai tv-film a trentoni csatáról, amelyben Rallt James Kidnie alakítja.